# 93 a.C.

## Eventos
- Caio Valério Flaco e Marco Herênio, cônsules romanos.